# Most Ruyi
Most Ruyi (kitajsko: 如意桥 Rúyì qiáo) je brv za pešce v mestu Taidžov, Džedžjang na Kitajskem, sestavljena iz treh delov. To je most za pešce, ki je bil zgrajen za prečkanje doline Šenšjanju in ima prehod s steklenim dnom. Nenavadne ukrivljene steze so zasnovane tako, da izgledajo kot kitajski ruyi (kitajski ukrivljen okrasni predmet, ki služi bodisi kot obredno žezlo v kitajskem budizmu ali kot talisman, ki simbolizira moč in srečo v kitajski folklori).
Most je postal razvpit na Zahodu, ko je kanadski astronavt Chris Hadfield na Twitter naložil video.

## Ozadje
Načrtovanje mostu se je začelo leta 2017. Most je bil odprt septembra 2020, do novembra 2020 pa ga je obiskalo 200.000 ljudi.  Most Ruyi je zasnoval strokovnjak za konstrukcijsko jeklo He Yunchang in je bil podoben žadastemu ruyi, ki je kitajski simbol za srečo. To je dvonivojski 100 m dolg stekleno-jekleni most, ki je 140 m nad tlemi. Most je bil zgrajen kot turistična atrakcija, ki se razteza čez dolino Shenxianju, in je eden izmed 2000 kitajskih mostov s steklenim dnom.
 Je glavna atrakcija  kanjona Shenxianju, v slikovitem območju Shenxianju.
Most je bil predstavljen zahodnemu internetu, ko je kanadski astronavt Chris Hadfield na Twitter naložil video posnetek mostu z dronom, ki je postal viralen. Videoposnetek je vseboval naslov: »Želim si boljše ograje«. Mnogi gledalci so dvomili, da je most resničen, in na koncu je Snopes sprožil preiskavo in ugotovil, da je most resničen in ne ponaredek.

## Oblikovanje
Most je valovit in ima tri ločene peš poti, od katerih imajo deli stekleno dno. Zasnova je bila opisana kot trije valoviti mostovi, ki naj bi se zlili z naravno pokrajino. Madeleine Gray iz časopisa The Sydney Morning Herald je opisala videz mostu kot »mešanico med verigo DNK in futurističnim Sauronovim očesom«.
Projektant mostov He Yunchang je isti gradbeni inženir, ki je sodeloval pri načrtovanju nacionalnega stadiona v Pekingu imenovanega ptičje gnezdo, stadiona, uporabljenega za olimpijske igre leta 2008 v Pekingu.